# 憲宗 (唐)
憲宗（けんそう）は、唐朝の第14代皇帝。順宗の長男。

## 生涯
805年4月に立太子され、同年8月には順宗の病を理由にした譲位にともない即位した。
即位後は宦官の勢力に対抗するために杜黄裳を登用した。さらに地方の節度使勢力を抑制するため、817年（元和12年）には淮南西道節度使を討って地方の統制強化も実施している。対藩鎮勢力の施策としては、儒者の臣を藩帥に任命し、監査任務を主とする監軍には宦官を配し、節度使勢力の動静を監視させる制度を開始した。さらに名臣と謳われた武元衡や李吉甫らにも恵まれ、軍備を拡張した禁軍を積極的に活用した結果、唐王朝に反抗的であった河朔三鎮も服従を誓い、衰退した唐は一時的な中興を見た。
だが、太子に立てられた長男の鄧王・李寧（恵昭太子）が19歳で早世すると、憲宗はその悲しみから仏教や道教に耽溺するようになった。法門寺の仏舎利を長安に奉迎することを計画し、韓愈の「論仏骨表」による諫言を退け、莫大な国費を費やして供養を行なった。また丹薬を乱用し宦官を虐待するという精神的異常をきたした。そのため820年に宦官の王守澄や陳弘志らによって43歳で暗殺された。

## 宗室
- 側室：郭貴妃（贈懿安皇后） - 皇太子時代の正室、郭子儀の子の郭曖と代宗の娘の昇平公主のあいだの娘
  - 三男：遂王 李恒（穆宗） - 第15代皇帝
  - 六男：絳王 李悟
  - 六女：岐陽荘淑公主
- 側室：鄭宮人（贈孝明皇后） - 李錡の元妾
  - 十三男：光王 李忱（宣宗） - 第19代皇帝
  - 皇女：安平公主
- 側室：紀美人
  - 長男：恵昭太子（鄧王） 李寧
- 生母不詳の子女
  - 次男：澧王 李惲
  - 四男：深王 李悰
  - 五男：洋王 李忻
  - 七男：建王 李恪（中国語版） - 五代十国時代の南唐王家は建王の末裔（初代皇帝李昪が建王の末裔）を称しているが真偽の程は不明。『資治通鑑』には皇帝即位の後、李昪が役人に自身の先祖を誰にすべきかと尋ねた記述すらあるため、信憑性には大いに疑問符が付く。
  - 八男：鄜王 李憬
  - 九男：瓊王 李悦
  - 十男：沔王 李恂
  - 十一男：婺王 李懌
  - 十二男：茂王 李愔
  - 十四男：淄王 李恊
  - 十五男：衡王 李憺
  - 十六男：澶王 李㤝
  - 十七男：棣王 李惴
  - 十八男：彭王 李惕
  - 十九男：信王 李憻
  - 二十男：栄王 李㥽